# Straight, No Chaser (album de Reks)
Pour les articles homonymes, voir Straight, No Chaser.
Albums de Reks
Rhythmatic Eternal King Supreme
(2011) REBELutionary
(2012)
Straight, No Chaser est le sixième album studio de Reks, sorti le 24 avril 2012.
L'album est entièrement produit par Statik Selektah.

## Liste
| No  | Titre                                               | Contient un (des) sample(s) de                                                                                    | Durée |
| --- | --------------------------------------------------- | --- | ----- |
| 1.  | Autographs                                          | Flippin' a Coin de Street People No Sleep Till Brooklyn des Beastie Boys Machine Gun Funk de The Notorious B.I.G. | 4:29  |
| 2.  | Sit/Think/Drink                                     | Getting Over You des Controllers The Bizness de De La Soul et Common                                              | 4:16  |
| 3.  | Power Lines (featuring Ea$y Money)                  | Love d'Eon The Power de Snap!                                                                                     | 3:47  |
| 4.  | Riggs & Murtaugh (featuring Action Bronson)         | Doggone de Love Every Little Bit Hurts de Laura Lee                                                               | 2:55  |
| 5.  | Such a Showoff (featuring Kali, JFK et Termanology) | Lift Off de Jay-Z et Kanye West featuring Beyoncé                                                                 | 2:36  |
| 6.  | Cancel That (featuring Wais P)                      | Song Cry de Jay-Z Hustler's Ambition de 50 Cent                                                                   | 3:59  |
| 7.  | Parenthood                                          | Get Closer des Voltage Brothers The Joy de Kanye West et Jay-Z featuring Curtis Mayfield                          | 3:03  |
| 8.  | Break Ups (featuring C-Sharp)                       | Saturn de Conrad Benjamin                                                                                         | 3:59  |
| 9.  | Chasin'                                             | | 3:36  |
| 10. | Sins (featuring Alias)                              | This Time de Family Connection                                                                                    | 2:20  |
| 11. | Straight, No Chaser (featuring Slaine)              | | 3:15  |
| 12. | Lost in Translation                                 | It's You de Vesta Williams A Week Ago de Jay-Z featuring Too $hort                                                | 3:18  |
| 13. | Regrets                                             | Here, My Dear de Marvin Gaye                                                                                      | 3:37  |
| 14. | 730                                                 | | 2:33  |